# Nitroderivati

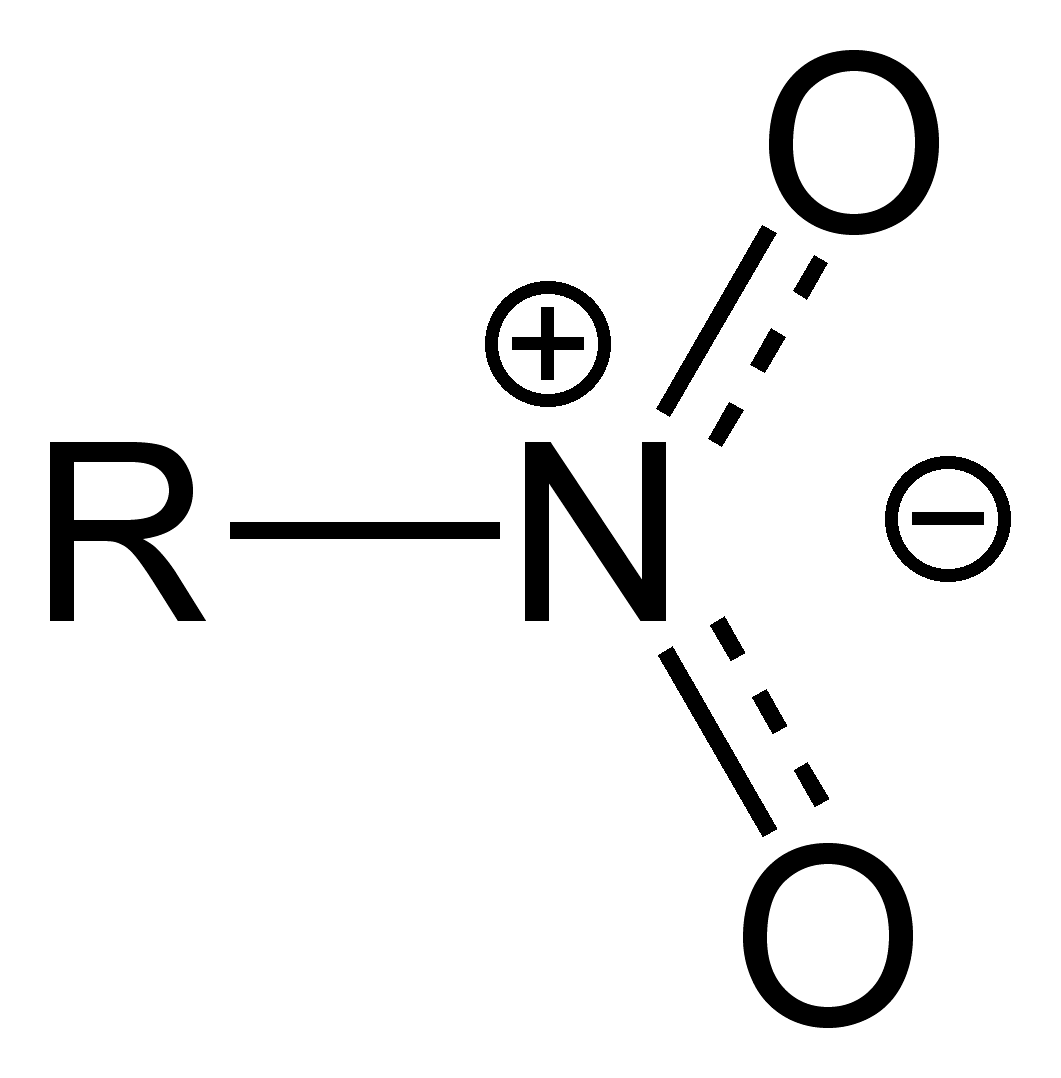
Struttura del nitrocomposto

I nitrocomposti, o nitroderivati, sono una categoria di composti organici contenenti almeno un gruppo −NO2, il gruppo funzionale detto gruppo nitro o "nitrogruppo", che si unisce al resto della molecola con un atomo di carbonio di un residuo organico R (alchile o arile), ma possono contenere anche altri sostituenti. Sottoclassi dei nitrocomposti sono i nitroalcani e i nitroareni, che contengono come sostituenti solo gruppi nitro.
La presenza di più gruppi nitro nella molecola conferisce ai nitrocomposti proprietà esplosive, come accade ad esempio nel tritolo, un esplosivo ben noto.
I nitrocomposti che non contengano altri gruppi funzionali sono isomeri strutturali dei nitriti alchilici o arilici, i quali sono invece esteri dell'acido nitroso, di formula R−O−N=O, e non vanno confusi con essi. 
Altri composti da non confondere con essi sono gli analoghi nitroso composti, caratterizzati dalla presenza del gruppo −NO unito al carbonio, come pure i nitrati alchilici/arilici, composti affini che sono esteri dell'acido nitrico di formula R−O−NO2.

## Proprietà e reattività
Il nitrogruppo che caratterizza i nitrocomposti è lo stesso di quello presente nell'acido nitrico (HO−NO2), sebbene in esso sia legato a un ossigeno di un ossidrile. L'atomo di azoto del nitrogruppo è pentavalente e ibridato sp2 in entrambi i casi. Tuttavia, nei nitrocomposti esso è allo stato di ossidazione +3, essendo legato al carbonio (meno elettronegativo), e non +5, come nell'acido nitrico dove è legato all'ossigeno.
Per la presenza del nitrogruppo, i nitrocomposti (alifatici o aromatici) sono molecole o liquidi molto polari: il nitrometano ha un momento dipolare μ = 3,54 D e costante dielettrica εr = 39,40, il nitrobenzene ha μ = 4,28 D e εr = 34,80. Questa polarità abbassa la tensione di vapore dei nitrocomposti rispetto agli idrocarburi di comparabile complessità molecolare (e quindi comparabile massa molecolare); di conseguenza, i nitrocomposti sono liquidi parecchio meno volatili o più altobollenti: il nitrometano (M ≈ 61 u) bolle a 103 °C, mentre il butano (M ≈ 58 u) bolle a ≈ 0°C.
I nitrocomposti, combinando nella stessa molecola carbonio e idrogeno come combustibili, e gli ossigeni del gruppo nitro come comburente, sono sostanze che presentano una certa tendenza all'esplosione, tanto maggiore quanto maggiore è il grado di nitrazione. Il 2,4,6-trinitrotoluene, più comunemente noto come tritolo o anche con la sigla TNT, con tre gruppi nitro sull'anello aromatico, è un noto esplosivo.

### Gruppo Nitro
Nel gruppo funzionale −NO2 è presente la risonanza che coinvolge i legami π tra N e O e le coppie solitarie sugli atomi di ossigeno: i legami π e le coppie solitarie si scambiano di posto nelle due forme limite, facendo sì che i due atomi di ossigeno risultino equivalenti e ciascuno con carica formale -1/2:
O=N+−O−   ↔   −O−N+=O
Il nitrogruppo è elettronegativo (χ = 3,30) e come tale ha effetto induttivo -I, ma è anche fortemente elettronattrattore per effetto mesomero -M, molto più di un carbonile. Questo si deve al fatto che l'atomo di azoto con cui tale gruppo si lega, oltre ad essere più elettronegativo del carbonio, porta una carica formale positiva, il che aumenta la sua elettronegatività e quindi l'attrazione per gli elettroni di legame. Inoltre, il gruppo può delocalizzare sugli ossigeni una carica negativa che si formi sul carbonio in alfa in seguito ad una deprotonazione e in tal modo il carbanione che si forma, l'anione nitronato, risulta stabilizzato:
>C−−N+(=O)−O−   ↔   >C=N+(−O−)2
In tal modo, questi effetti, induttivo e mesomero, rendono sensibilmente acidi i nitrocomposti aventi idrogeni in posizione alfa al nitrogruppo.

### Reattività dei nitrocomposti

#### Tautomeria
Questa stabilizzazione rende possibile l'instaurarsi di un equilibrio tautomerico per i nitrocomposti alifatici aventi almeno un atomo di idrogeno in alfa; in questi un protone (H+) si stacca dall'atomo di carbonio e, tramite riorganizzazione elettronica dei legami, viene ripreso da un atomo di ossigeno, e viceversa:
>CH−N+(=O)−O−   ⇌   >C=N+(−O−)(−OH)
La prima forma tautomera è detta forma «nitro» e la seconda forma «aci» , più propriamente detta acido nitronico. Questo equilibrio, che nei nitroalcani è fortemente spostato a sinistra (forma nitro), è del tutto analogo all'equilibrio che si ha nella tautomeria cheto-enolica.

#### Acidità
Per i nitroalcani, come anche per aldeidi e chetoni (purché sia presente un H in alfa), la stabilizzazione del carbanione (nitronato o enolato, isoelettronici) favorisce la deprotonazione e li rende quindi sensibilmente acidi: il nitrometano (CH3NO2) ha pKa = 10,2.
La forza acida dei nitrocomposti aumenta all'aumentare del numero di nitrogruppi presenti sullo stesso carbonio alfa: il dinitrometano (O2N−CH2−NO2), con due nitrogruppi, ha pKa = 3,6 ed è quindi circa 10 volte più forte dell'acido acetico (pKa = 4,76), pur essendo un acido al carbonio (invece che all'ossigeno); il trinitrometano, noto anche come nitroformio, avendo pKa = 0,77, è vicino ad essere un acido forte. Inoltre, c'è una significativa differenza quantitativa in quanto il nitrogruppo stabilizza il carbanione in alfa decisamente più del carbonile: il pKa dell'acetaldeide (CH3CHO) è 13,57, quindi il nitrometano è circa 2300 volte più acido. 
Tutto questo non ha una corrispondenza nei nitroareni (nitrocomposti aromatici), dato che non hanno un H in alfa.

#### Addizioni nucleofile al carbonile
L'anione nitronato, che si forma facilmente trattando un nitrocomposto avente un H in alfa con una base forte (NaOH, NaOMe, etc.), è un buon nucleofilo e può addizionarsi al carbonile di aldeidi e chetoni dando dando β-nitroalcoli (Reazione di Henry, nota anche come reazione nitroaldolica):
R−CH=O + −CH2–NO2 (+H+)   →   R−CH(OH)−CH2–NO2
I β-nitroalcoli sono utili dal punto di vista sintetico: a) possono subire una facile disidratazione a dare nitroalcheni; b) possono subire una riduzione a dare β-amminoalcoli; c) possono subire un'ossidazione a dare α-nitrochetoni.

#### Sostituzioni nucleofile al carbonile
L'anione nitronato si addiziona anche a composti carbonilici in cui è presente un gruppo uscente, quali gli alogenuri acilici (RCO−X), le anidridi (RCO−O−COR'), gli esteri (RCO−OR'), ed altri, formando α-nitrochetoni:
R−CO−OR' + −CH2–NO2 (+H+)   →   R−CO−CH2–NO2 + R'OH

#### Sostituzioni elettrofile aromatiche e sostituzioni nucleofile aromatiche
Anche per i nitrocomposti aromatici l'effetto induttivo del nitrogruppo e specialmente quello mesomero caratterizzano la loro reattività: entrambi gli effetti impoveriscono la densità elettronica nell'anello e lo disattivano verso le reazioni di sostituzione elettrofila aromatica (SEAr), mentre al tempo stesso favoriscono le reazioni di sostituzione nucleofila aromatica (SN2Ar), in presenza di un gruppo uscente sull'anello.
Nelle SEAr il nitrogruppo presente disattiva le posizioni orto e para dell'anello indirizzando l'elettrofilo entrante nelle posizioni meta. Nelle SN2Ar le posizioni orto e para sono quelle attivate: se una di queste è occupata da un gruppo uscente (ad esempio, un alogeno) il nucleofilo entrante lo può sostituire.

#### Riduzione
La riduzione dei nitrocomposti con idrogeno molecolare in presenza di catalizzatori metallici (Ni, Pd) porta alla formazione di ammine primarie:
R−NO2 (+ 3 H2/cat.)   →   R−NH2 + 2 H2O
Un'altra possibilità per la riduzione ad ammina è il trattamento con zinco metallico e HCl (Sn, Fe, o altri metalli attivi).
Questa reazione è importante specialmente per l'ottenimento di ammine aromatiche a partire dai corrispondenti nitrocomposti, dato che l'introduzione diretta di un gruppo amminico con una sostituzione elettrofila non è possibile.

## Sintesi
La reazione per inserire un nitrogruppo su un composto arilico si chiama nitrazione, in cui si usa la miscela solfonitrica, ovvero una miscela di acido nitrico e acido solforico. 
I nitroalcani sono generalmente preparati per sostituzione nucleofila di alogenoalcani con ioni nitrito, eventualmente in presenza di nitrato di argento.

## Alcuni nitrocomposti
- Nitrobenzene
- β-Nitrostirene
- Trinitrotoluene (tritolo)
- Acido 2,2'-dinitro-5,5'-ditiodibenzoico
- Acido 3,5-dinitrobenzoico
- 1-fluoro-2,4-dinitrobenzene o reattivo di Sanger
- 2-nitrobenzaldeide
- 3-nitrofenolo
- 4-nitrodifenile

Nitroglicerina e tetranitrato di pentaeritrite (PETN) non sono propriamente nitrocomposti, dato che non hanno un legame diretto carbonio-azoto nella molecola. Possono essere considerati nitrati organici, ovvero esteri di alcoli e acido nitrico.